# Сезон атлантических ураганов
Атлантический сезон ураганов (также «сезон атлантических ураганов»; англ. Atlantic Hurricane Season) — условное название ежегодного периода формирования наиболее интенсивных ураганов в средней части северной половины Атлантического океана. Тропические циклоны, образующиеся в этой зоне, называются, в зависимости от интенсивности, ураганами, тропическими штормами или тропическими депрессиями. Возможны жертвы и разрушения. В период сезона метеорологические службы США и, в меньшей степени, других стран региона ведут активный мониторинг тропической активности.
На севере Атлантики сезон ураганов проходит с 1 июня по 30 ноября. Пик наблюдается около 10 сентября.

## Условия формирования
По данным многовековых наблюдений, пик тропической активности в регионе достигает максимума в конце лета, когда различие между температурами в верхних слоях атмосферы и морскими температурами у хорошо прогретой поверхности воды является максимальным. Основное направление движения ураганов — с юга на север и с юго-востока на северо-запад, в акваторию Мексиканского залива. Однако, у каждого региона есть свои особенности. В целом, май — наименее активный месяц, а сентябрь (1-я половина) — самый активный и самый тёплый.

## Статистика
Тропические депрессии, которые достигают уровня тропической штормовой интенсивности, получают названия из списка, заранее составленного метеослужбами США. В среднем в каждый сезон проходят 10,1 циклонов; 5,9 из них получают статус урагана и 2,5 становятся мощными ураганами (Категория 3 или более по шкале ураганов Саффира — Симпсона). Самым активным сезоном за всю историю современных наблюдений был сезон атлантических ураганов 2005 года, в течение которого сформировались 28 тропических циклонов, из которых рекордные 15 стали ураганами, в том числе знаменитая «Катрина». Наименее активным был сезон 1914 года, когда появился лишь один тропический циклон. О более ранних ураганах сведения получают путём проведения археологических раскопок в прибрежных зонах.

## Хронология
| Ранг       | Буря    | Сезон | Диаметр | Диаметр |
| Ранг       | Буря    | Сезон | (мили)  | (км)    |
| ---------- | ------- | ----- | ------- | ------- |
| 1          | Сэнди   | 2012  | 1,150   | 1,850   |
| 2          | Игорь   | 2010  | 920     | 1,480   |
| 3          | Ольга   | 2001  | 865     | 1,390   |
| 4          | Тедди   | 2020  | 850     | 1,370   |
| 5          | Николь  | 2016  | 815     | 1,315   |
| 6          | Лили    | 1996  | 805     | 1,295   |
| 7          | Карл    | 2004  | 775     | 1,250   |
| 8          | Флоренс | 2006  | 760     | 1,220   |
| 9          | Хелена  | 2006  | 750     | 1,205   |
| 10         | Айрин   | 1999  | 720     | 1,160   |
| источники: |         |       |         |         |

В своей классической работе по динамике атлантических циклонов Уильям Грей, руководитель проекта по тропической метеорологии Университета штата Колорадо, показал наличие 25—30-летних циклов в активности тропических штормов.
1780
Самый смертоносный ураган в истории Вест-Индии — Великий ураган 1780 года.
1900
Галвестонский ураган стёр с лица земли техасский город Галвестон.
1933
В Атлантике это был самый активный сезон в XX веке: наблюдался 21 шторм. См. Сезон атлантических ураганов 1933 года.
1950
В Атлантике этот год наиболее разрушительных штормов: наблюдалось 8 сильных ураганов.
1969
Наибольшее число ураганов в Атлантике за сезон — 12 ураганов.
1995
По количеству штормов в Атлантике это второй после 1933 года: 19 штормов.
2004
- Ураган Иван (август — сентябрь) — Карибское море, Куба, США (Флорида)
- Жанна (сентябрь) — Карибское море, Гаити[2]
- Катарина (март) — Единственный официально зарегистрированный циклон ураганной силы в южной части Атлантики.

2005
- Катрина (август) — 27 августа прошёл над побережьем Флориды недалеко от Майами и повернул в сторону Мексиканского залива, 29 августа достиг юго-восточного побережья США в районе штатов Луизиана и Миссисипи.

2007
- См. Сезон атлантических ураганов 2007 года

2017
- Ирма (август). Самый продолжительный ураган 5 категории за всю историю наблюдений и самый смертоносный атлантический ураган сезона ураганов 2017 года (во время его существования, впервые с 2010 года, повторилась ситуация, когда в Атлантическом океане находилось сразу три урагана: «Катя», «Ирма» и «Хосе»); сильнейший атлантический тропический циклон со времён «Вильмы» 2005 года.